# Elecciones provinciales de Mendoza de 1973
Las elecciones generales de la provincia de Mendoza de 1973 tuvieron lugar en primera vuelta el 11 de marzo del mencionado año con el objetivo de restaurar las instituciones democráticas constitucionales de la provincia luego de casi siete años de la dictadura militar autodenominada Revolución Argentina, instaurada en 1966, y a dieciocho años de proscripción del peronismo de la vida política de Argentina. Se debía elegir al Gobernador para el período 1973-1977, a 48 miembros de la Cámara de Diputados, y a 38 senadores provinciales. El sistema electoral establecido por la Junta Militar saliente introducía la elección directa del gobernador con una segunda vuelta entre las dos fórmulas más votadas si la primera no obtenía más del 50% más uno. Los principales candidatos a la gobernación serían Alberto Martínez Baca, del Frente Justicialista de Liberación (FREJULI); Eduardo Vicchi, del Partido Demócrata (PD); y Alfredo Mosso, de la Unión Cívica Radical (UCR).
El justicialista Martínez Baca fue el candidato más votado con un 48,21%, superando ampliamente al demócrata Vicchi, que obtuvo el 21,85% y al radical Alfredo Mosso, que obtuvo el 16,51%, pero sin cruzar, por menos de dos puntos porcentuales, el umbral requerido para ganar en primera vuelta. Tal resultado, sin embargo, le bastó para que el FREJULI obtuviera mayoría absoluta en ambas cámaras de la legislatura provincial. La participación superó el 86,70% del escrutinio.
La segunda vuelta se realizó el 15 de abril, entre Martínez Baca y Vicchi, con una arrolladora victoria para el justicialismo, que obtuvo el 72,69% de los sufragios contra el 27,31% de Vicchi. Se registró una participación ligeramente mayor, que superó el 87,01%. De este modo, Martínez Baca fue juramentado Gobernador de Mendoza el 25 de mayo de 1973, al mismo tiempo que los legisladores electos.

## Renovación legislativa
| Sección Electoral | Diputados | Senadores |
| ----------------- | --------- | --------- |
| 1                 | 16        | 12        |
| 2                 | 12        | 10        |
| 3                 | 10        | 8         |
| 4                 | 10        | 8         |
| Total             | 48        | 38        |

## Antecedentes
Las elecciones para gobernador de Mendoza de 1966 fueron, precisamente, las últimas elecciones realizadas en Argentina antes del golpe de Estado que instauró la Revolución Argentina. Se realizaron en el marco de la desproscripción parcial del peronismo promovida por el gobierno de Arturo Umberto Illia, que proponía permitir a los partidos llamados "neoperonistas" participar en los comicios legislativos. Esta propuesta había tenido un éxito parcial al sobrevivir a las elecciones legislativas de 1965 (en las que ganaron las facciones del peronismo dividido por escaso margen) sin que ocurriera un nuevo golpe de Estado. Ante esta situación, y con los comicios mendocinos acercándose, el exiliado Juan Domingo Perón envió a su esposa, María Estela Martínez de Perón (apodada Isabel) como su delegada personal en Argentina para poner fin al naciente "Peronismo sin Perón". Mientras que el líder neoperonista más importante, Augusto Timoteo Vandor, apoyó al candidato del Movimiento Popular Mendocino, Alberto Serú García; Martínez de Perón dio su apoyo al peronista "leal", Ernesto Corvalán. Los comicios se realizaron con normalidad el 17 de abril. Debido a esta división, el peronismo en general perdió las elecciones, imponiéndose por casi 27.000 votos el candidato del Partido Demócrata, Emilio Jofré. Pese a esto, se considera que la misión de Martínez de Perón tuvo éxito puesto que Corvalán obtuvo más votos que Serú García, y ambas facciones juntas hubieran ganado las elecciones. Finalmente, el golpe de Estado de junio de 1966 anuló el resultado e impidió que el Colegio Electoral ratificara a alguno de los candidatos a gobernador.

## Campaña
Aunque el Movimiento Popular Mendocino rechazó unirse al Partido Justicialista después de la desproscripción, el justicialismo lealista o verticalista se vio beneficiado por el hecho de que la Junta Militar rechazó registrar al MPM en las elecciones de Diputados y Senadores Nacionales debido a que su reconocimiento oficial había sido el 21 de agosto de 1972, cuando la fecha límite era el 30 de junio. La medida fue apelada sin éxito, y el MPM se vio relegado a presentar candidaturas a gobernador, legisladores provinciales y municipales, e intendentes, lo que provocó que varios de sus miembros desertaran al PJ. El MPM de todas formas presentó su fórmula.
El justicialismo basó su campaña en la misma realizada por el candidato Héctor José Cámpora en las elecciones presidenciales, poniendo énfasis en la "liberación o dependencia", y comparando los logros de la época peronista (1946-1955) con los desaciertos económicos y políticos del período de la proscripción. Su lema de campaña fue "¡Que retorne la Justicia!". Los demócratas, por su parte, destacaron los gobiernos de creciente bienestar económico que había encabezado el conservadurismo argentino tanto en la década de 1930 como en los períodos constitucionales de la de década de 1960, defendiendo sus antiguos gobiernos. También se comprometieron a darle al pueblo mendocino electricidad gratuita y mayores reservas de agua, y destacaron enfáticamente la formación profesional de sus candidatos.
La Unión Cívica Radical, que no había ganado elecciones libres en la provincia desde 1928, se enfocó en la necesidad de un nuevo gobierno, y realizó una convocatoria por la paz, resaltando su actitud de "resistencia, conducta y responsabilidad" y difundía en detalle su programa de gobierno. Su candidata a vicegobernadora, Erminia Ramos de Vázquez, fue la única candidata mujer en la contienda por el ejecutivo provincial. El MPM utilizaba las categorías que lo identifican con la doctrina peronista, como "contra el imperialismo y los monopolios", "creemos en el hombre y luchamos por liberarlo del privilegio, la miseria y la injusticia", al mismo tiempo intentaba diferenciarse del centralismo del justicialismo verticalista con su promesa de defender el federalismo e incrementar la autonomía provincial de Mendoza.
En contraste con lo que finalmente fue un resultado aplastantemente favorable para el justicialismo, las encuestas de meses antes de las elecciones daban como ganador por amplio margen a Vicchi, y pronosticaban a Martínez Baca menos del 20% de los votos. Según varios analistas, esto se debió a que, después de casi dos décadas de proscripción del peronismo y con el Mendozazo (una protesta social que terminó con varios muertos y heridos) ocurrido tan solo unos meses atrás, gran parte de los ciudadanos tenía miedo de decir abiertamente por quien votarían, lo que se tradujo en que casi la mitad de los encuestados se identificaran como "indecisos".

## Resultados

### Gobernador y Vicegobernador
| Fórmula                            | Fórmula                            | Partido                            | Partido                            | 1ª vuelta | 1ª vuelta | 2ª vuelta | 2ª vuelta |
| Gobernador                         | Vicegobernador                     | Partido                            | Partido                            | Votos     | %         | Votos     | %         |
| ---------------------------------- | ---------------------------------- | ---------------------------------- | ---------------------------------- | --------- | --------- | --------- | --------- |
| Alberto Martínez Baca              | Carlos Mendoza                     |                                    | Frente Justicialista de Liberación | 245.349   | 48,21     | 366.753   | 72,69     |
| Eduardo Vicchi                     | Manlio Ardigó                      |                                    | Partido Demócrata                  | 111.200   | 21,85     | 137.810   | 27,31     |
| Alfredo Mosso                      | Erminia Ramos de Vázquez           |                                    | Unión Cívica Radical               | 84.018    | 16,51     |           |           |
| Aniceto Pérez                      | Horacio Roland                     |                                    | Nueva Fuerza                       | 29.481    | 5,79      |           |           |
|                                    |                                    |                                    | Partido Demócrata Progresista      | 27.473    | 5,40      |           |           |
| Alfonso Martínez Caballero         | Juan Navarro Jury                  |                                    | Movimiento Popular Mendocino       | 9.442     | 1,86      |           |           |
|                                    |                                    |                                    | Frente de Izquierda Popular        | 1.953     | 0,38      |           |           |
|                                    |                                    |                                    |                                    |           |           |           |           |
| Votos válidos                      | Votos válidos                      | Votos válidos                      | Votos válidos                      | 508.916   | 98,94     | 504.563   | 97,74     |
| Votos en blanco                    | Votos en blanco                    | Votos en blanco                    | Votos en blanco                    | 2.363     | 0,46      | 8.325     | 1,61      |
| Votos anulados                     | Votos anulados                     | Votos anulados                     | Votos anulados                     | 3.080     | 0,64      | 3.326     | 0,64      |
| Total de votos                     | Total de votos                     | Total de votos                     | Total de votos                     | 514.359   | 100       | 516.214   | 100       |
| Votantes registrados/participación | Votantes registrados/participación | Votantes registrados/participación | Votantes registrados/participación | 593.294   | 86,70     | 593.294   | 87,01     |
| Fuente:                            |                                    |                                    |                                    |           |           |           |           |

### Cámara de Diputados
| Partido                            | Partido                            | Votos   | %     | Bancas |
| ---------------------------------- | ---------------------------------- | ------- | ----- | ------ |
|                                    | Frente Justicialista de Liberación | 246.092 | 48,55 | 28/48  |
|                                    | Partido Demócrata                  | 110.823 | 21,86 | 11/48  |
|                                    | Unión Cívica Radical               | 87.162  | 17,20 | 9/48   |
|                                    | Partido Demócrata Progresista      | 29.005  | 5,72  |        |
|                                    | Nueva Fuerza                       | 21.855  | 4,31  |        |
|                                    | Movimiento Popular Mendocino       | 9.904   | 1,95  |        |
|                                    | Frente de Izquierda Popular        | 2.025   | 0,40  |        |
|                                    |                                    |         |       |        |
| Votos válidos                      | Votos válidos                      | 506.866 | 98,94 |        |
| Votos en blanco                    | Votos en blanco                    | 2.360   | 0,46  |        |
| Votos anulados                     | Votos anulados                     | 3.075   | 0,60  |        |
| Total de votos                     | Total de votos                     | 512.301 | 100   |        |
| Votantes registrados/participación | Votantes registrados/participación | 593.294 | 86,35 |        |
| Fuente:                            |                                    |         |       |        |

#### Resultados por secciones electorales
| 1ª Sección Electoral 16 Diputados  | 1ª Sección Electoral 16 Diputados  | 1ª Sección Electoral 16 Diputados | 1ª Sección Electoral 16 Diputados | 1ª Sección Electoral 16 Diputados | 1ª Sección Electoral 16 Diputados |
| Partido                            | Partido                            | Votos                             | %                                 | Bancas                            | Electos |
| ---------------------------------- | ---------------------------------- | --------------------------------- | --------------------------------- | --------------------------------- | --- |

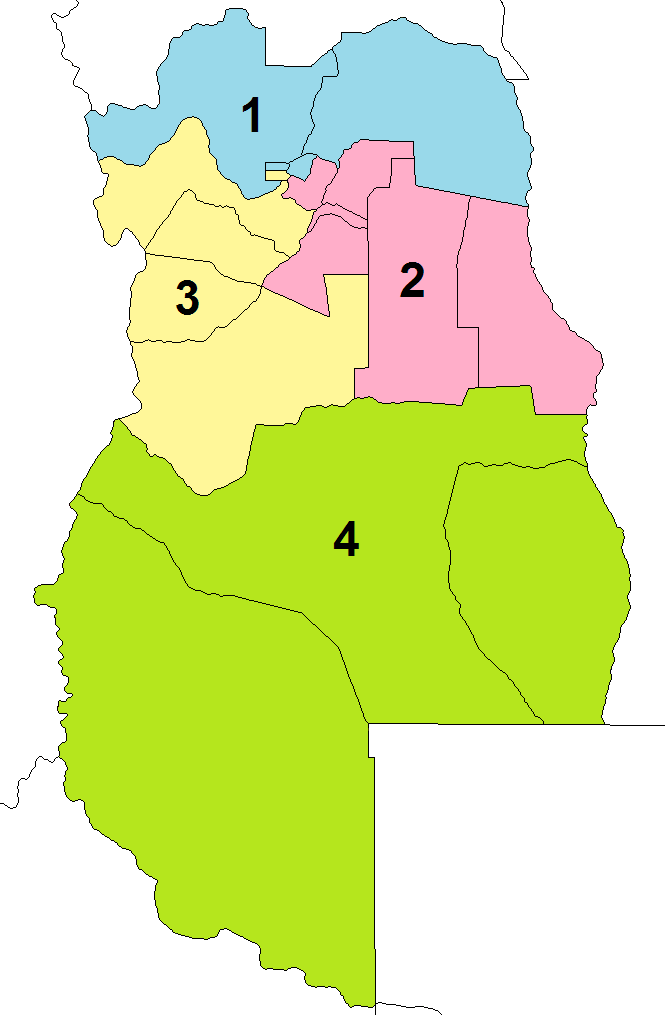
Secciones electorales de Mendoza:
1ª Sección
2ª Sección
3ª Sección
4ª Sección

|                                    | Frente Justicialista de Liberación | 86.462                            | 46,63                             | 9/16                              | Ver electos: - Concetto Julio Crimi - Eduardo Molina - Antonia Angélica Mancilla de Tejada - Pedro Navas - Oscar Francisco Andrioli - Eusebio Jorge Yoma - Julio César Ortiz - Rubén Ricardo Dante Lilloy - Osvaldo Ariel Brusa |
|                                    | Partido Demócrata                  | 43.253                            | 23,33                             | 4/16                              | Ver electos: - Ariosto Joaquin Falaschi - Lorenzo Manuel López Aragón - Arturo Lois Barrera - Lidia Irene María Gabrielli |
|                                    | Unión Cívica Radical               | 29.797                            | 16,07                             | 3/16                              | Ver electos: - Miguel Alfredo Mathus Escorihuela - Domingo Venacio Bartolomé - Mario Fradusco |
|                                    | Partido Demócrata Progresista      | 14.903                            | 8,04                              |                                   | |
|                                    | Nueva Fuerza                       | 6.964                             | 3,76                              |                                   | |
|                                    | Movimiento Popular Mendocino       | 3.203                             | 1,73                              |                                   | |
|                                    | Frente de Izquierda Popular        | 844                               | 0,46                              |                                   | |
|                                    |                                    |                                   |                                   |                                   | |
| Votos válidos                      | Votos válidos                      | 185.426                           | 98,73                             |                                   | |
| Votos en blanco                    | Votos en blanco                    | 869                               | 0,46                              |                                   | |
| Votos anulados                     | Votos anulados                     | 1.514                             | 0,81                              |                                   | |
| Total de votos                     | Total de votos                     | 187.809                           | 100                               |                                   | |
| Votantes registrados/participación | Votantes registrados/participación | 222.047                           | 84,58                             |                                   | |
| 2ª Sección Electoral 12 Diputados  |                                    |                                   |                                   |                                   | |
| Partido                            | Partido                            | Votos                             | %                                 | Bancas                            | Electos |
|                                    | Frente Justicialista de Liberación | 57.027                            | 48,51                             | 7/12                              | Ver electos: - Santos Cornejo - Benito Argüello - Alfredo Luis Ghilardi - Héctor Lucero - Roberto Vilchez - Luis Ángel Bustamante - José Davire                                                                                 |
|                                    | Partido Demócrata                  | 23.657                            | 20,12                             | 3/12                              | Ver electos: - Mario Ciro Magistretti - Oscar Gastón Larraburu - Dardo Museri |
|                                    | Unión Cívica Radical               | 23.138                            | 19,68                             | 2/12                              | - Enrique Merín - Juan Carlos Galiñares |
|                                    | Nueva Fuerza                       | 6.465                             | 5,50                              |                                   | |
|                                    | Partido Demócrata Progresista      | 4.675                             | 3,98                              |                                   | |
|                                    | Movimiento Popular Mendocino       | 2.118                             | 1,80                              |                                   | |
|                                    | Frente de Izquierda Popular        | 483                               | 0,41                              |                                   | |
|                                    |                                    |                                   |                                   |                                   | |
| Votos válidos                      | Votos válidos                      | 117.563                           | 99,03                             |                                   | |
| Votos en blanco                    | Votos en blanco                    | 573                               | 0,48                              |                                   | |
| Votos anulados                     | Votos anulados                     | 574                               | 0,48                              |                                   | |
| Total de votos                     | Total de votos                     | 118.710                           | 100                               |                                   | |
| Votantes registrados/participación | Votantes registrados/participación | 131.518                           | 90,26                             |                                   | |
| 3ª Sección Electoral 10 Diputados  |                                    |                                   |                                   |                                   | |
| Partido                            | Partido                            | Votos                             | %                                 | Bancas                            | Electos |
|                                    | Frente Justicialista de Liberación | 55.630                            | 49,56                             | 6/10                              | Ver electos: - Juan Bautista Pérez - Juan Previsterio Méndez - Antonio Andrés Martín - Elio Antonio Berdejo - Juan Elías Rodríguez - José Emmi                                                                                  |
|                                    | Partido Demócrata                  | 22.416                            | 19,97                             | 2/10                              | - Armando Joaquín Guevara - Alberto Ignacio González |
|                                    | Unión Cívica Radical               | 19.015                            | 16,94                             | 2/10                              | - Roberto José López - Enrique César Corvalán Lima |
|                                    | Partido Demócrata Progresista      | 7.282                             | 6,49                              |                                   | |
|                                    | Nueva Fuerza                       | 4.621                             | 4,12                              |                                   | |
|                                    | Movimiento Popular Mendocino       | 2.811                             | 2,50                              |                                   | |
|                                    | Frente de Izquierda Popular        | 465                               | 0,41                              |                                   | |
|                                    |                                    |                                   |                                   |                                   | |
| Votos válidos                      | Votos válidos                      | 112.240                           | 99,00                             |                                   | |
| Votos en blanco                    | Votos en blanco                    | 483                               | 0,43                              |                                   | |
| Votos anulados                     | Votos anulados                     | 651                               | 0,57                              |                                   | |
| Total de votos                     | Total de votos                     | 113.374                           | 100                               |                                   | |
| Votantes registrados/participación | Votantes registrados/participación | 131.264                           | 86,37                             |                                   | |
| 4ª Sección Electoral 10 Diputados  |                                    |                                   |                                   |                                   | |
| Partido                            | Partido                            | Votos                             | %                                 | Bancas                            | Electos |
|                                    | Frente Justicialista de Liberación | 46.973                            | 51,26                             | 6/10                              | Ver electos: - Gabriel Montoro - Alfredo Antonio Leotta - Humberto Segundo Mogni - Mercedes Eloísa Díaz - Agustín Buenantura Videla - Egidio Donati Hinojos                                                                     |
|                                    | Partido Demócrata                  | 21.497                            | 23,46                             | 2/10                              | - José Alberto Font - Félix Fernández |
|                                    | Unión Cívica Radical               | 15.212                            | 16,60                             | 2/10                              | - Domingo Orlando Alonso - Gerardo Antonio Sáez |
|                                    | Nueva Fuerza                       | 3.805                             | 4,15                              |                                   | |
|                                    | Partido Demócrata Progresista      | 2.145                             | 2,34                              |                                   | |
|                                    | Movimiento Popular Mendocino       | 1.772                             | 1,93                              |                                   | |
|                                    | Frente de Izquierda Popular        | 233                               | 0,25                              |                                   | |
|                                    |                                    |                                   |                                   |                                   | |
| Votos válidos                      | Votos válidos                      | 91.637                            | 99,17                             |                                   | |
| Votos en blanco                    | Votos en blanco                    | 435                               | 0,47                              |                                   | |
| Votos anulados                     | Votos anulados                     | 336                               | 0,36                              |                                   | |
| Total de votos                     | Total de votos                     | 92.408                            | 100                               |                                   | |
| Votantes registrados/participación | Votantes registrados/participación | 108.465                           | 85,20                             |                                   | |

### Cámara de Senadores
| Partido                            | Partido                            | Votos   | %     | Bancas |
| ---------------------------------- | ---------------------------------- | ------- | ----- | ------ |
|                                    | Frente Justicialista de Liberación | 245.967 | 48,81 | 23/38  |
|                                    | Partido Demócrata                  | 111.323 | 22,09 | 9/38   |
|                                    | Unión Cívica Radical               | 84.083  | 16,68 | 6/38   |
|                                    | Partido Demócrata Progresista      | 28.974  | 5,75  |        |
|                                    | Nueva Fuerza                       | 21.933  | 4,35  |        |
|                                    | Movimiento Popular Mendocino       | 9.671   | 1,92  |        |
|                                    | Frente de Izquierda Popular        | 2.005   | 0,40  |        |
|                                    |                                    |         |       |        |
| Votos válidos                      | Votos válidos                      | 503.956 | 98,93 |        |
| Votos en blanco                    | Votos en blanco                    | 2.360   | 0,46  |        |
| Votos anulados                     | Votos anulados                     | 3.075   | 0,60  |        |
| Total de votos                     | Total de votos                     | 509.391 | 100   |        |
| Votantes registrados/participación | Votantes registrados/participación | 593.294 | 85,86 |        |
| Fuente:                            |                                    |         |       |        |

#### Resultados por secciones electorales
| 1ª Sección Electoral 12 Senadores  | 1ª Sección Electoral 12 Senadores  | 1ª Sección Electoral 12 Senadores | 1ª Sección Electoral 12 Senadores | 1ª Sección Electoral 12 Senadores | 1ª Sección Electoral 12 Senadores |
| Partido                            | Partido                            | Votos                             | %                                 | Bancas                            | Electos |
| ---------------------------------- | ---------------------------------- | --------------------------------- | --------------------------------- | --------------------------------- | --- |
|                                    | Frente Justicialista de Liberación | 86.471                            | 46,65                             | 7/12                              | Ver electos: - Víctor Osvaldo Rodríguez - Manuel Humberto López - Edgardo Boris - Ángel Lencinas - Manuela García Guiñazú de Vítolo - Ricardo Humberto Lauzón - Nicolasa Balbina Bastías de Palma |
|                                    | Partido Demócrata                  | 43.276                            | 23,34                             | 3/12                              | Ver electos: - Raúl Bustos Morán - Luis Antulio Santamaría - Adriano Amílcar Yannelli |
|                                    | Unión Cívica Radical               | 29.795                            | 16,07                             | 2/12                              | - Arístides Lorenzo Agüero - Pedro Antonio López |
|                                    | Partido Demócrata Progresista      | 14.908                            | 8,04                              |                                   | |
|                                    | Nueva Fuerza                       | 6.995                             | 3,77                              |                                   | |
|                                    | Movimiento Popular Mendocino       | 3.097                             | 1,67                              |                                   | |
|                                    | Frente de Izquierda Popular        | 838                               | 0,45                              |                                   | |
|                                    |                                    |                                   |                                   |                                   | |
| Votos válidos                      | Votos válidos                      | 185.380                           | 98,73                             |                                   | |
| Votos en blanco                    | Votos en blanco                    | 869                               | 0,46                              |                                   | |
| Votos anulados                     | Votos anulados                     | 1.514                             | 0,81                              |                                   | |
| Total de votos                     | Total de votos                     | 187.763                           | 100                               |                                   | |
| Votantes registrados/participación | Votantes registrados/participación | 222.047                           | 84,56                             |                                   | |
| 2ª Sección Electoral 10 Senadores  |                                    |                                   |                                   |                                   | |
| Partido                            | Partido                            | Votos                             | %                                 | Bancas                            | Electos |
|                                    | Frente Justicialista de Liberación | 57.004                            | 49,70                             | 6/10                              | Ver electos: - Carlos Alberto Garro - Ernesto Lino Hudson - José Viola - Gregorio Ghilino - Félix Bastán - Mario Francisco Loza                                                                   |
|                                    | Partido Demócrata                  | 23.968                            | 20,90                             | 2/10                              | - Pedro Badín - Juan Calvo Arroyo |
|                                    | Unión Cívica Radical               | 20.018                            | 17,45                             | 2/10                              | - Luis Ignacio Bobillo - Rivadavia de Lelis Paiva |
|                                    | Nueva Fuerza                       | 6.475                             | 5,64                              |                                   | |
|                                    | Partido Demócrata Progresista      | 4.661                             | 4,06                              |                                   | |
|                                    | Movimiento Popular Mendocino       | 2.100                             | 1,83                              |                                   | |
|                                    | Frente de Izquierda Popular        | 479                               | 0,42                              |                                   | |
|                                    |                                    |                                   |                                   |                                   | |
| Votos válidos                      | Votos válidos                      | 114.705                           | 99,01                             |                                   | |
| Votos en blanco                    | Votos en blanco                    | 573                               | 0,49                              |                                   | |
| Votos anulados                     | Votos anulados                     | 574                               | 0,50                              |                                   | |
| Total de votos                     | Total de votos                     | 115.852                           | 100                               |                                   | |
| Votantes registrados/participación | Votantes registrados/participación | 131.518                           | 88,09                             |                                   | |
| 3ª Sección Electoral 8 Senadores   |                                    |                                   |                                   |                                   | |
| Partido                            | Partido                            | Votos                             | %                                 | Bancas                            | Electos |
|                                    | Frente Justicialista de Liberación | 55.629                            | 49,53                             | 5/8                               | Ver electos: - Leonidas Aveiro - Carlos Juri - Francisco Orlando Corvalán - Hernán Pedro Moschetti - María Carolina Albeiro                                                                       |
|                                    | Partido Demócrata                  | 22.549                            | 20,08                             | 2/8                               | - Vicente Vildoza - Alfredo Mestre |
|                                    | Unión Cívica Radical               | 19.048                            | 16,96                             | 1/8                               | - Juan Antonio Martínez López |
|                                    | Partido Demócrata Progresista      | 7.286                             | 6,49                              |                                   | |
|                                    | Nueva Fuerza                       | 4.628                             | 4,12                              |                                   | |
|                                    | Movimiento Popular Mendocino       | 2.710                             | 2,41                              |                                   | |
|                                    | Frente de Izquierda Popular        | 458                               | 0,41                              |                                   | |
|                                    |                                    |                                   |                                   |                                   | |
| Votos válidos                      | Votos válidos                      | 112.308                           | 99,00                             |                                   | |
| Votos en blanco                    | Votos en blanco                    | 483                               | 0,43                              |                                   | |
| Votos anulados                     | Votos anulados                     | 651                               | 0,57                              |                                   | |
| Total de votos                     | Total de votos                     | 113.442                           | 100                               |                                   | |
| Votantes registrados/participación | Votantes registrados/participación | 131.264                           | 86,42                             |                                   | |
| 4ª Sección Electoral 8 Senadores   |                                    |                                   |                                   |                                   | |
| Partido                            | Partido                            | Votos                             | %                                 | Bancas                            | Electos |
|                                    | Frente Justicialista de Liberación | 46.863                            | 51,18                             | 5/8                               | Ver electos: - Ramón Bielli Acosta - Jalil Naser - Oscar Humberto Pressacco - Ángel Leandro Yacante - Lombrina Lanza                                                                              |
|                                    | Partido Demócrata                  | 21.530                            | 23,51                             | 2/8                               | - Antonio Teruel - Honorio Calise |
|                                    | Unión Cívica Radical               | 15.222                            | 16,62                             | 1/8                               | - Bartolomé Alberto Piacenza |
|                                    | Nueva Fuerza                       | 3.835                             | 4,19                              |                                   | |
|                                    | Partido Demócrata Progresista      | 2.119                             | 2,31                              |                                   | |
|                                    | Movimiento Popular Mendocino       | 1.764                             | 1,93                              |                                   | |
|                                    | Frente de Izquierda Popular        | 230                               | 0,25                              |                                   | |
|                                    |                                    |                                   |                                   |                                   | |
| Votos válidos                      | Votos válidos                      | 91.563                            | 99,16                             |                                   | |
| Votos en blanco                    | Votos en blanco                    | 435                               | 0,47                              |                                   | |
| Votos anulados                     | Votos anulados                     | 336                               | 0,36                              |                                   | |
| Total de votos                     | Total de votos                     | 92.334                            | 100                               |                                   | |
| Votantes registrados/participación | Votantes registrados/participación | 108.465                           | 85,13                             |                                   | |